# Lukas Nellenschulte
Lukas Nellenschulte (ur. 29 października 2005) – niemiecki skoczek narciarski. Brązowy medalista zimowego olimpijskiego festiwalu młodzieży Europy w konkursie drużynowym (2023).
Bez większych sukcesów startował w OPA Games. We wrześniu 2021 w Kanderstegu zadebiutował w Alpen Cupie, plasując się na przełomie czwartej i piątej dziesiątki. Pierwsze punkty tego cyklu zdobył w lutym 2022 w Kranju, gdzie zajął 30. lokatę. W tym samym miesiącu w Oberhofie wystąpił w FIS Cupie, w pierwszym starcie zajmując 26. pozycję. W styczniu 2023 w Planicy wystąpił na zimowym olimpijskim festiwalu młodzieży Europy – w konkursie indywidualnym był 22., a w rywalizacji drużynowej zdobył brązowy medal. 12 lutego 2023 w ostatnim starcie w oficjalnych zawodach międzynarodowych zajął 35. lokatę w konkursie Alpen Cup w Kranju.

## Zimowy olimpijski festiwal młodzieży Europy

### Indywidualnie
| 2023 Friuli-Wenecja Julijska/ Planica | – | 22. miejsce |

### Drużynowo
| 2023 Friuli-Wenecja Julijska/ Planica | – | brązowy medal |

### Starty L. Nellenschulte na zimowym olimpijskim festiwalu młodzieży Europy – szczegółowo
| Miejsce | Dzień       | Rok  | Miejscowość | Skocznia           | Punkt K | HS     | Konkurs  | Skok 1 | Skok 2 | Nota                  | Strata    | Zwycięzca        |
| ------- | ----------- | ---- | ----------- | ------------------ | ------- | ------ | -------- | ------ | ------ | --------------------- | --------- | ---------------- |
| 22.     | 23 stycznia | 2023 | Planica     | Srednja skakalnica | K-95    | HS-102 | indywid. | 89,0 m | 82,0 m | 199,6 pkt             | 69,2 pkt  | Stephan Embacher |
| 3.      | 25 stycznia | 2023 | Planica     | Srednja skakalnica | K-95    | HS-102 | druż.    | 87,0 m | 87,0 m | 874,3 pkt (195,5 pkt) | 102,2 pkt | Austria          |

## FIS Cup

### Miejsca w klasyfikacji generalnej
| Sezon     | Miejsce |
| --------- | ------- |
| 2021/2022 | 158.    |

### Miejsca w poszczególnych konkursachFIS Cupu
| Sezon 2021/2022                                                               |             |              |              |                  |                  |             |             |              |              |             |             |             |             |                  |                  |               |               |                |              |              |               |               |        |        |        |        |        |        |        |        |        |        |        |        |        |        |        |        |        |        |        |
| Otepää HS97                                                                   | Otepää HS97 | Kuopio HS100 | Kuopio HS127 | Einsiedeln HS117 | Einsiedeln HS117 | Ljubno HS94 | Ljubno HS94 | Villach HS98 | Villach HS98 | Lahti HS100 | Lahti HS100 | Falun HS100 | Falun HS100 | Kandersteg HS106 | Kandersteg HS106 | Notodden HS98 | Notodden HS98 | Zakopane HS105 | Villach HS98 | Villach HS98 | Oberhof HS100 | Oberhof HS100 | punkty | punkty | punkty | punkty | punkty | punkty | punkty | punkty | punkty | punkty | punkty | punkty | punkty | punkty | punkty | punkty | punkty | punkty | punkty |
| -                                                                             | -           | -            | -            | -                | -                | -           | -           | -            | -            | -           | -           | -           | -           | -                | -                | -             | -             | -              | -            | -            | 26            | dq            | 5      | 5      | 5      | 5      | 5      | 5      | 5      | 5      | 5      | 5      | 5      | 5      | 5      | 5      | 5      | 5      | 5      | 5      | 5      |
| Legenda                                                                       |             |              |              |                  |                  |             |             |              |              |             |             |             |             |                  |                  |               |               |                |              |              |               |               |        |        |        |        |        |        |        |        |        |        |        |        |        |        |        |        |        |        |        |
| 1 2 3 4-10 11-30 poniżej 30 dq – dyskwalifikacja - − zawodnik nie wystartował |             |              |              |                  |                  |             |             |              |              |             |             |             |             |                  |                  |               |               |                |              |              |               |               |        |        |        |        |        |        |        |        |        |        |        |        |        |        |        |        |        |        |        |